# Lejeunea adpressa
Lejeunea adpressa là một loài Rêu trong họ Lejeuneaceae. Loài này được Nees mô tả khoa học đầu tiên năm 1845.